# 瓦赫圖伯爾山
46°50′50″N 7°52′11.5″E / 46.84722°N 7.869861°E

瓦赫圖伯爾山（Wachthubel），是瑞士的山峰，位於該國中部，由伯恩州和盧塞恩州負責管轄，屬於埃默河谷山的一部分，海拔高度1,415米，每年平均降雨量1,703毫米。